# Ducey-les-Chéris
Ducey-les-Chéris – gmina we Francji, w regionie Normandia, w departamencie Manche. W 2013 roku liczba ludności wynosiła 2745 mieszkańców.
Gmina została utworzona 1 stycznia 2016 roku z połączenia dwóch ówczesnych gmin: Les Chéris oraz Ducey. Siedzibą gminy została miejscowość Ducey.